# 23. april
23. april er dag 113 i året i den gregorianske kalender (dag 114 i skudår). Der er 252 dage tilbage af året.
- Dagens navn: Georgius eller Sankt Jørgens dag. Denne dag har navn efter den kejserlige soldat fra Kappadokien, Sankt Georg, som blev martyrdræbt for sin overbevisning omkring år 300.

- FN's internationale Verdensdag for bøger og copyright.

## Begivenheder
Født - Dødsfald
- 711 - Dagobert 3. efterfølger sin fader kong Childebert 3. som frankernes konge.
- 1014 - Ved Slaget ved Clontarf i Irland besejrer den irske Brian Borus hær invaderende vikinger, men omkommer selv under slaget.
- 1343 – En folkeopstand bryder ud Sankt Jørgens Nat i den danske krones besidddelser i Estland.
- 1516 - Münchens Reinheitsgebot (om tilladte ingredienser i øl) træder i kraft i alle dele af Bayern
- 1661 – Karl 2. krones til konge af Storbritannien og Irland.
- 1662 – Connecticut erklæres for britisk koloni.
- 1811 - Johan Peter Colding foretager som den første dansker en flyvning i ballon ved Blegdammen.
- 1848 – Slaget ved Slesvig, et af de første i Treårskrigen, finder sted nær Dannevirke, da preussiske styrker går til angreb.
- 1914 - Der spilles for første gang en baseballkamp på Chicagos stadion Wrigley Field, dengang kaldet Weeghman Park.
- 1924 – Thorvald Stauning danner Danmarks første socialdemokratiske regering.
- 1932 – Shakespeare Memorial Theatre genåbner i Stratford-on-Avon, efter at det tidligere teater var nedbrændt i 1926.
- 1967 - Den sovjetiske kosmonaut Vladimir Komarov bliver det første menneske, der gennemfører to rumrejser, da han opsendes med rumfartøjet Sojuz 1. Han omkommer dagen efter ved Sojuz 1's mislykkede landing.
- 1974 – Et Boeing 707-fly styrter ned på Bali, og 107 personer omkommer.
- 1990 – Namibia bliver FNs 160. medlem og det 50. medlem af Commonwealth of Nations.
- 1993 - Ved en folkeafstemning stemmer 99,83% af befolkningen i Eritrea for uafhængighed af Etiopien.
- 2001 – Et dansk gidsel i Colombia, Erik Kjærsgaard Eriksen, frigives.

## Født
- 1564 - William Shakespeare, engelsk forfatter (usikker dato) (død 1616).
- 1676 - Frederik 1., svensk konge (død 1751).
- 1775 - J.M.W. Turner, engelsk maler (død 1851).
- 1791 - James Buchanan, amerikansk præsident (død 1868).
- 1856 - Granville T. Woods, afrikansk-amerikansk opfinder (død 1910).
- 1857 - Ruggiero Leoncavallo, italiensk komponist (død 1919).
- 1858 - Max Planck, tysk fysiker (død 1947).
- 1867 - Johannes Fibiger, dansk læge og modtager af Nobelprisen i medicin (død 1928).
- 1883 - Clara Pontoppidan, dansk skuespillerinde (død 1975).
- 1893 - Allen Welsh Dulles, amerikansk CIA-direktør (død 1969).
- 1902 - Halldór Laxness, islandsk forfatter og modtager af Nobelprisen i litteratur (død 1998).
- 1911 - Ronald Neame, britisk filminstruktør (død 2010).
- 1930 - Alan Oppenheimer, amerikansk skuespiller.
- 1936 - Roy Orbison, amerikanske popsanger, sangskriver og guitarist (død 1988).
- 1939 - Lone Hertz, dansk skuespillerinde.
- 1941 - Paavo Lipponen, finsk politiker.
- 1941 - Ray Tomlinson, amerikansk programmør (død 2016).
- 1941 - Knud Thorbjørnsen, dansk koncertarrangør (død 2001).
- 1942 - Poul Ehlers, dansk jazzmusiker.
- 1950 - Holger K. Nielsen, dansk folketingsmedlem.
- 1951 - Torben Lendager, dansk musiker.
- 1954 - Michael Moore, amerikansk filminstruktør og forfatter.
- 1954 - Peter Danstrup, dansk jazzmusiker og komponist.
- 1954 - Lisbeth Gajhede, dansk skuespillerinde.
- 1962 - Elaine Smith, skotsk skuespillerinde.
- 1965 - Lasse Spang Olsen, dansk filminstruktør og stuntman.
- 1974 - Jimmi Riise, dansk saxofonist.
- 1975 - Peter Christensen, dansk folketingsmedlem (død 2025).
- 1977 - John Felix Anthony Cena, amerikansk skuespiller, hip-hop musiker og wrestler.
- 1977 - John Oliver, engelsk komiker.
- 1982 - Louise Bager Due, dansk håndboldspiller.
- 1983 - Leon Andreasen, dansk fodboldspiller.
- 1990 - Dev Patel, britisk skuespiller.
- 1990 - Mathias "Zanka" Jørgensen, dansk fodboldspiller
- 1991 - Nathan Baker, engelsk professionel fodboldspiller.
- 1994 - Victoria Carmen Sonne, dansk skuespillerinde.
- 2018 - Prins Louis af Cambridge, det tredje barn og anden søn af Prins William, hertug af Cambridge.

## Dødsfald
- 303 - Sankt Jørgen, romersk ridder (født ca. 280).
- 1217 - Inge Bårdsson, norsk konge (født 1185).
- 1616 - Miguel de Cervantes, spansk forfatter (født 1547).
- 1616 - William Shakespeare, engelsk forfatter. (født 1564).
- 1625 - Morits, nederlandsk statholder (født 1567).
- 1962 - Amy Archer-Gilligan, amerikansk plejehjemsejer og seriemorder (født 1873).
- 1966 - H.C. Branner, dansk forfatter (født 1903).
- 1983 – Finn Salomonsen, dansk ornitolog (født 1909).
- 1986 - Otto Preminger, østrigsk-amerikansk filminstruktør (født 1906).
- 1992 - Satyajit Ray, indisk filminstruktør, manuskriptforfatter, producent og komponist (født 1921).
- 1997 - Kristen Helveg Petersen, dansk politiker og minister (født 1909).
- 2005 - Ebbe Kløvedal Reich, dansk forfatter (født 1940).
- 2005 - John Mills, engelsk skuespiller (født 1908).
- 2006 - Tue Bjørn Thomsen, dansk bokser (født 1972) - myrdet.
- 2007 - Boris Jeltsin, Ruslands præsident 1991-1999 (født 1931).
- 2007 - Rikki Septimus, sydafrikansk danser, musicalartist, koreograf og regissør (født 1931).
- 2008 - Jean-Daniel Cadinot, fransk fotograf og pornofilmsinstruktør (født 1944).
- 2015 - Jan Fog, dansk ejendomsmægler (født 1949).
- 2015 - Sawyer Sweeten, amerikansk børneskuespiller (født 1995).

|  | Denne datoartikel kan blive bedre, hvis der indsættes et (bedre) billede Du kan hjælpe ved at afsøge Wikimedia Commons for et passende billede eller uploade et godt billede til Wikimedia Commons iht. de tilladte licenser og indsætte det i artiklen. |